# Температурний графік теплової мережі
Температу́рний гра́фік теплово́ї мере́жі — розрахункові значення температури теплоносія (гарячої води) після джерела теплопостачання, тобто на вході в теплову мережу і після її повернення від споживачів, який залежить від кліматичних умов (стосовно розрахункової зовнішньої температури повітря для системи опалення).